# Tarifa (ostrov)
Tarifa (Isla de Tarifa nebo Isla de las Palomas, česky Holubí ostrov) je ostrov v comarce Campo de Giblartar, v provincii Cádiz, Andalusie.

## Poloha
Nachází se u města Tarifa a je 14 km vzdáleno od afrického pobřeží. Isla de Tarifa odděluje Atlantik od Středozemního moře. Jihovýchodním směrem je z Tarify dobře vidět útes Gibraltaru a jižním směrem přes Gibraltarský průliv pobřeží Afriky. Na ostrově, který byl spojen umělou hrází se silnicí v roce 1808 s pevninou, se nachází nejjižněji položený evropský mys Tarifa. Na Mysu je postaven maják.
Ostrov má téměř kruhový půdorys s délkou 650 m a šířkou max. 540 m s rozlohou asi 30 ha. Vzdálenost mezi pobřežím a ostrovem je 150 m.

## Historie
Na ostrově se nacházejí pozůstatky fénických hrobů. V 17. století na ostrově byla postavena pevnost. V polovině 20. století přešel ostrov s kasárnami do držení španělského ministerstva obrany. V roce 1988 byla kasárna opuštěna a ostrov byl veřejně přístupný jako Dominio Público Marítimo Terrestre. V roce 2003 byl na ostrově vytvořen národní park.

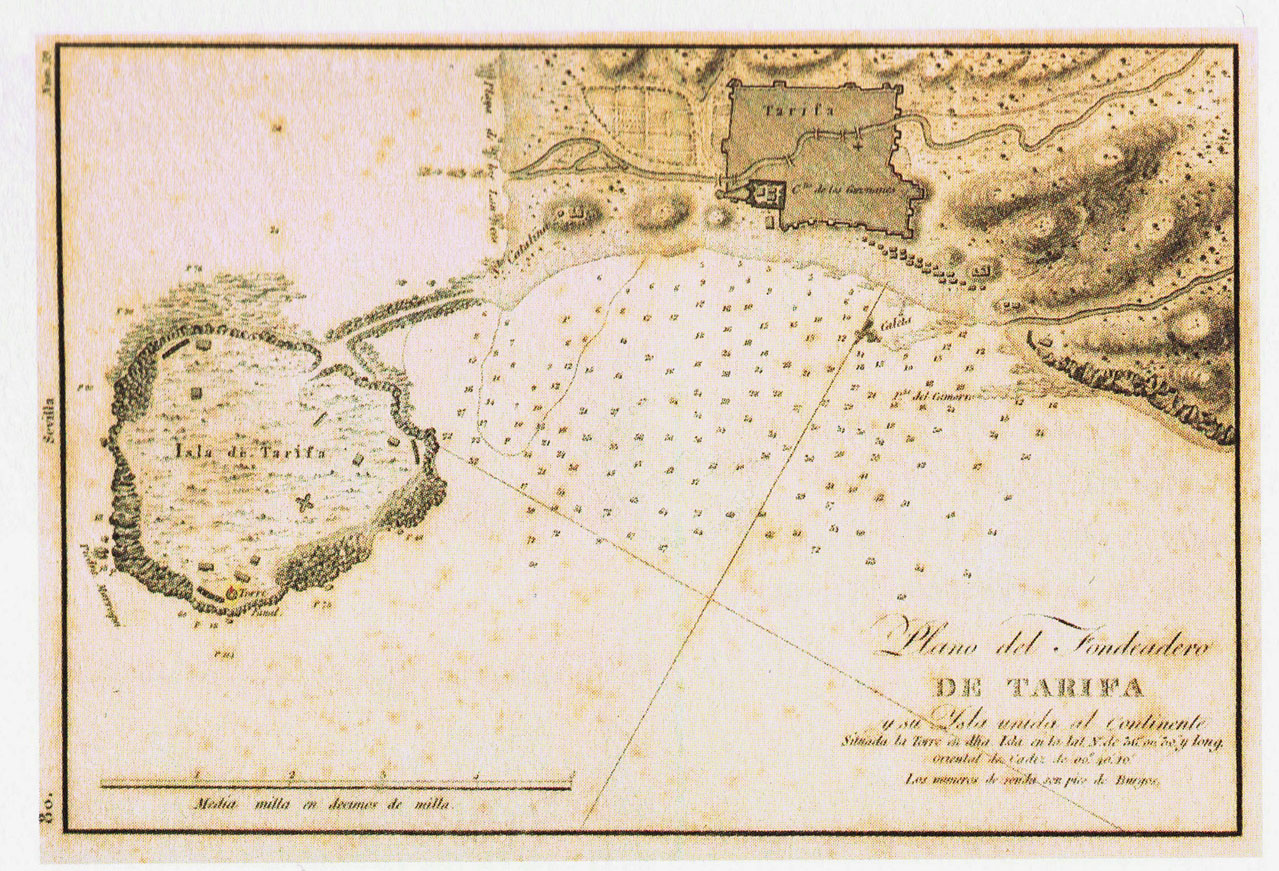
Mapa ostrova z roku 1813.